# Те-Вахипоунаму
Те-Вахипоунаму (маори Te Wāhipounamu — вода зелёного камня) — район на юго-западном побережье Южного острова Новой Зеландии, имеет площадь 26 000 км² (около 10 % земель Новой Зеландии). Включён в список объектов Всемирного наследия в 1990 году, включает несколько национальных парков:
- Национальный парк Маунт-Кук
- Национальный парк Фьордленд
- Маунт-Аспайринг (национальный парк)
- Уэстленд

Считается, что в Те-Вахипоунаму содержатся некоторые из современных представителей оригинальной флоры и фауны Гондваны, что и послужило причиной включения в список Всемирного наследия.
Те-Вахипоунаму — священное для новозеландских маори место, поскольку является местом обитания атуа — божеств в культуре маори. Ручьи, стекающие по долинам от покрытых льдом пиков, приносят вулканическую породу зелёного цвета — нефрит и боуэнит. Этими твёрдыми минералами маори украшали оружие и предметы роскоши.